# Nikolaï Drozdetski
Temple de la renommée russe : 2014
Nikolaï Vladimirovitch Drozdetski - en russe Николай Владимирович Дроздецкий (Nikolaj Vladimirovič Drozdeckij) et en anglais Nikolai Drozdetsky - (né le 14 juin 1957 à Kolpino, près de Leningrad en URSS - mort le 24 novembre 1995 à Saint-Pétersbourg) est un joueur professionnel de hockey sur glace soviétique puis russe.

## Biographie

### Carrière de joueur
En 1974, il commence sa carrière avec le SKA Saint-Pétersbourg. Il a remporté huit titres consécutifs de champion d'URSS avec le CSKA Moscou entre 1980 et 1987. Il retourne alors au SKA pendant trois saisons. Il part alors au Borås HC en Division 1. Il joue six saisons avec le club suédois avant de mourir des complications d'un diabète en 1995.

### Carrière internationale
Il a représenté l'URSS au niveau international. Il est champion olympique 1984, et quadruple médaillé au championnat du monde avec trois médailles d'or et une de bronze. Il possède un bilan de 109 sélections pour 64 buts entre 1980 et 1985.

## Trophées et honneurs personnels
Championnat d'URSS
- 1984 : élu meilleur joueur.
- 1984 : élu dans l'équipe type.

Championnat du monde
- 1984 : termine meilleur buteur.

Division 1
- 1993 : meilleur buteur de la poule sud.

## Parenté dans le sport
Son fils Alexandre Drozdetski est également professionnel.

## Statistiques

### En club
| Saison    | Équipe        | Ligue      |    | PJ | B  | A  | Pts | Pun |
| 1978-1979 | SKA Leningrad | URSS       | 41 | 27 | 17 | 44 | 72  |     |
| 1979-1980 | CSKA Moscou   | URSS       | 41 | 31 | 18 | 49 | 22  |     |
| 1980-1981 | CSKA Moscou   | URSS       | 0  | 30 | 28 | 58 | 21  |     |
| 1981-1982 | CSKA Moscou   | URSS       | 46 | 28 | 16 | 44 | 25  |     |
| 1982-1983 | CSKA Moscou   | URSS       | 42 | 17 | 18 | 35 | 16  |     |
| 1983-1984 | CSKA Moscou   | URSS       | 44 | 31 | 20 | 51 | 34  |     |
| 1984-1985 | CSKA Moscou   | URSS       | 39 | 12 | 11 | 23 | 28  |     |
| 1985-1986 | CSKA Moscou   | URSS       | 31 | 12 | 8  | 20 | 20  |     |
| 1986-1987 | CSKA Moscou   | URSS       | 7  | 3  | 2  | 5  | 2   |     |
| 1986-1987 | SKA Leningrad | URSS       | 14 | 13 | 1  | 14 | 4   |     |
| 1987-1988 | SKA Leningrad | URSS       | 30 | 8  | 9  | 17 | 20  |     |
| 1988-1989 | SKA Leningrad | URSS       | 42 | 13 | 17 | 30 | 20  |     |
| 1989-1990 | Borås HC      | Division 2 | 34 | 41 | 42 | 83 | 152 |     |
| 1990-1991 | Borås HC      | Division 2 | 34 | 42 | 46 | 88 | 104 |     |
| 1991-1992 | Borås HC      | Division 1 | 28 | 24 | 20 | 44 | 80  |     |
| 1992-1993 | Borås HC      | Division 1 | 26 | 12 | 33 | 45 | 56  |     |
| 1993-1994 | Borås HC      | Division 1 | 32 | 13 | 28 | 41 | 60  |     |
| 1994-1995 | Borås HC      | Division 1 | 31 | 8  | 17 | 25 | 69  |     |

### En équipe nationale
| Année | Équipe | Compétition          |    | PJ | B | A  | Pts | Pun                |  | Classement |
| 1981  | URSS   | Championnat du monde | 8  | 5  | 6 | 11 | 4   | Médaille d'or      |  |            |
| 1981  | URSS   | Coupe Canada         | 7  | 2  | 2 | 4  | 2   | Médaille d'or      |  |            |
| 1982  | URSS   | Championnat du monde | 8  | 1  | 0 | 1  | 2   | Médaille d'or      |  |            |
| 1984  | URSS   | Jeux olympiques      | 7  | 10 | 2 | 12 | 2   | Médaille d'or      |  |            |
| 1985  | URSS   | Championnat du monde | 10 | 5  | 7 | 12 | 4   | Médaille de bronze |  |            |